# 黑體絲鰭鱈
黑體絲鰭鱈，為輻鰭魚綱鱈形目稚鱈科的其中一種，分布於西北大西洋海域，深度452-644公尺，為深海底棲性魚類，體長可達25.4公分，棲息在底中層水域，生活習性不明。

## 扩展阅读
維基物種上的相關：黑體絲鰭鱈